# تیم ملی فوتبال مردان زیر ۲۰ سال ازبکستان
تیم ملی فوتبال زیر ۲۰سال ازبکستان نماینده ازبکستان در مسابقات بین‌المللی است.